# CE Camelopardalis
CE Camelopardalis (CE Cam / HD 21389 / HR 1040) es una estrella variable de magnitud aparente media +4,60.
Encuadrada en la constelación boreal de Camelopardalis, la jirafa, es la sexta estrella más brillante de la misma.
CE Camelopardalis es una supergigante blanca de tipo espectral A0I, semejante a Deneb (α Cygni) o a 6 Cassiopeiae.
No existe consenso en cuanto a su temperatura superficial; mientras un estudio da un valor de 11.040 K, otro rebaja dicha cifra a 9730 K.
Su luminosidad bolométrica —considerando todas las longitudes de onda— es muy elevada, 62.700 veces mayor que la luminosidad solar.
Por otra parte, su diámetro angular —0,886 ± 0,009 milisegundos de arco— permite estimar de manera aproximada su diámetro real.
Considerando que se encuentra a 2500 años luz de acuerdo a la nueva reducción de los datos de paralaje del satélite Hipparcos, su diámetro resulta ser 73 veces más grande que el del Sol, equivalente a 0,34 UA.
Gira sobre sí misma con una velocidad de rotación proyectada de 39 km/s.
CE Camelopardalis posee una masa estimada de 14,95 ± 0,4 masas solares.
Se encuentra inmersa en una nebulosa de reflexión y es miembro de la asociación estelar Cam OB1.
Catalogada como variable Alfa Cygni, su variación de brillo es de apenas 0,03 magnitudes.